# Юнак (планина)
Вижте пояснителната страница за други значения на Юнак.
Юнак планина, видоизменено на Юник, е част от масива Проклетия на границата между Косово и Черна гора. Най-високият ѝ връх се издига на 2280 m надморска височина.